# 孟定士
孟定士主教（D. Barolomeu Manuel Mendes dos Reis）是第四任天主教澳門教區主教、巴西理利安納省主教。
1752年被選為天主教澳門教區主教，1754年到澳門就職。任內適逢葡萄牙龐培首相仇教，政府下令驅逐耶穌會會士，沒收教產，教區損失重大，主教憤然於1765年離開澳門返回葡萄牙。
1772年被委為巴西馬里亞納教區主教。1779年辭職退隱後逝世於里斯本。